# Sautereau (vielle à roue)
Pour les articles homonymes, voir Sautereau.

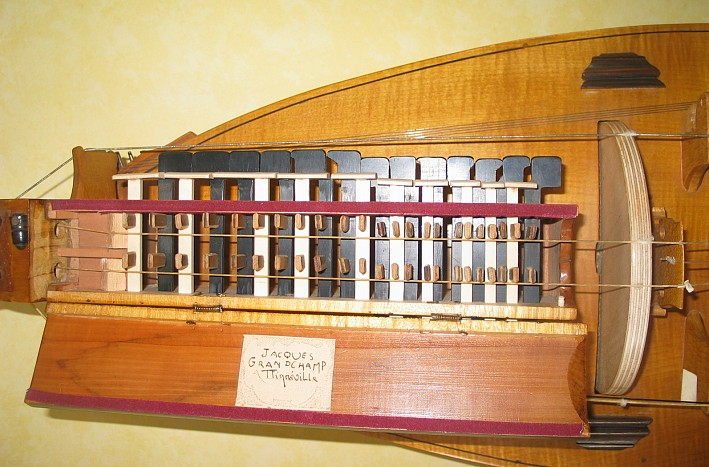
Seauteraux d'une vielle

Le sautereau est un élément d'une vielle à roue servant à appuyer les cordes dites chanterelles sur la roue, afin de produire un son par leur vibration. Les sautereaux sont montés sur des morceaux de bois servant de clavier au vielleur.